# Secernentea
La Classe Secernentea o Phasmidia è costituita dai Fasmidari, ossia i nematodi provvisti di fasmidi, organi chemio-recettori posti sull'estremità posteriore del corpo, e comprende sia parassiti che specie conducenti vita libera.
I generi Rhabditis, Caenorhabditis e Turbatrix sono comuni nei terreni umidi dove si nutrono di batteri e sostanza organica morta.

I generi Heterodera e Meloidogyne invece infestano le piante per alimentarsi dei loro succhi vegetali.
Tra i fasmidari parassiti degli animali, i più dannosi per l'uomo sono i generi Enterobius (Ossiuridi), Ascaris (Ascaridi), Ancylostoma e Necator (Anchilostomidi), Wuchereria e Brugia (Filaridi). Altri, p.es. Toxocara, sono parassiti solo occasionali dell'uomo.
L'Enterobius vermicularis (Ossiuro) è una specie dioica che vive nell'intestino dell'uomo e si nutre delle sostanze digerite in via di assimilazione. Le femmine depongono le uova che vengono espulse all'esterno assieme alle feci dell'organismo ospitante. Se le uova vengono ingerite da un altro (o dallo stesso) individuo, da queste si liberano stadi giovanili che attraversano il canale alimentare fino all'intestino, dove diventano adulti.
L'ossiuro è detto anche verme dei bambini per la facilità con la quale infesta i piccoli, a causa della loro abitudine di mettersi in bocca le mani, le quali possono essere contaminate.
Gli Ascaridi infestano anch'essi l'intestino dei vertebrati. L'Ascaris suum infesta il maiale.
L'Ascaris lumbricoides è un parassita dell'uomo e può raggiungere la lunghezza di 50 cm. Il ciclo biologico prevede un solo ospite ma è più complesso di quello degli ossiuridi: le uova vengono espulse assieme alle feci e, se vengono ingerite, si liberano degli stadi giovanili nell'intestino. Questi poi attraversano la parete intestinale e migrano nel sistema circolatorio fino ad arrivare ai polmoni. Dai polmoni passano nella trachea e poi nella gola. Con la deglutizione ritornano nell'intestino dove si trasformano in adulti. Questo parassita può provocare anemia ed occlusione intestinale.
Gli Anchilostomidi sono parassiti intestinali e si nutrono del sangue che fluisce dai capillari della parete intestinale dopo averla lacerata con delle lamine taglienti di cui è provvista la bocca. Due parassiti dell'uomo sono l'Ancylostoma duodenale e il Necator americanus. Il ciclo biologico prevede un solo ospite: le uova vengono espulse assieme alle feci e, se trovano un ambiente favorevole, da queste si liberano stadi giovanili conducenti vita libera che penetrano nell'ospite attraverso la cute; si immettono nel canale circolatorio e seguono una via simile a quella degli ascaridi fino a giungere nell'intestino umano.
Le Filarie sono parassiti del sistema circolatorio e linfatico e possono provocare malattie quali la filariosi e l'elefantiasi. Il ciclo biologico prevede due ospiti: l'ospite definitivo è un vertebrato (uomo, cane, etc.) dove vivono gli adulti e gli stadi giovanili, questi ultimi vengono poi trasferiti in un altro ospite tramite l'azione ematofaga delle zanzare.